# علاج إشعاعي أثناء الجراحة
العلاج الإشعاعي أثناء الجراحة هو تقنية لإعطاء العلاج الإشعاعي للأنسجة المحيطة بالسرطان بعد استئصالها الجراحي، وهو شكل من أشكال العلاج الإشعاعي أثناء العملية. تم تصميم هذه التقنية في عام 1998 في كلية لندن الجامعية. في المرضى الذين لديهم استئصال ورم سرطان الثدي، تم تجربة العلاج الإشعاعي أثناء الجراحة (منفردا) على عينة عشوائية محكومة (2000-2012) لاختبار ما إذا كان العلاج الإشعاعي أثناء الجراحة ضمن نهج المخاطرالتكيفية وليس أقل من الدورة التقليدية من العلاج الإشعاعي الخارجي بعد الجراحة على مدى عدة أسابيع.
العلاج الإشعاعي أثناء الجراحة هي الطريقة التي يتم فيها تطبيق الإشعاع أثناء العملية وتستهدف الأنسجة المحيطة بالورم. تم تصميم تقنية العلاج الإشعاعي أثناء الجراحة في كلية لندن الجامعية. بواسطة الجراح جاينات فايديا (الذي صاغ اختصار TARGIT) وميشيل باوم مع جيفيري تومباس في عام 1998. تم استخدام المصطلح لأول مرة عند وصف هذه التقنية، وبروتوكول التجربة نشر في مجلة ذالانسيت الطبية.

## الاستخدامات الطبية

### سرطان الثدي
إن أكبر تجربة مع باستخدام تقنية العلاج الإشعاعي أثناء الجراحة وأفضل دليل على إمكاناتها موجودة في سرطان الثدي حيث تم بالفعل علاج عدد كبير من المرضى.

### تبني الفكرة
في مؤتمر سان جالين لسرطان الثدي (16-19 مارس 2011) كان الإجماع بين أكثر من 52 من الخبراء في سرطان الثدي أنه يمكن استخدام العلاج الإشعاعي أثناء الجراحة كعلاج بشكل منفصل الإشعاع الوحيد في حالات مختارة بعد جراحة الحفاظ على الثدي (49% نعم، 36% لا)، أو كزيادة في مستوى الورم بدلاً من تعزيز وتكثيف العلاج الإشعاعي الخارجي (62% نعم، 23% لا).
في 25 يوليو 2014، قدم المعهد القومى البريطاني للرعاية الصحية (NICE) توصية مؤقتة لاستخدام العلاج الإشعاعي أثناء الجراحة مع جهاز Intrabeam في دائرة الصحة الوطنية في المملكة المتحدة. في سبتمبر 2014، طلب المعهد القومى البريطاني للرعاية الصحية المزيد من المعلومات من محققي التجارب السريرية، مستشهدة بعدة تعليقات ومخاوف. وشملت الشواهد المذكورة عدم نضج البيانات مع متابعة وسيطة لجميع العينة المحكومة لمدة سنتين و 5 أشهر فقط، فضلا عن معيار noninferiority المستخدم في الدراسة. تم توفير هذه المعلومات الإضافية من قبل مالكي الفكرة، ومنذ ذلك الحين تم نشرها كجزء من ورقة شاملة حول تجربة العلاج الإشعاعي أثناء الجراحة. في عام 2017، وصفها المعهد القومى البريطاني للرعاية الصحية بأنها خيار لسرطان الثدي في وقت مبكر.
كما يتضمن تحديث المبادئ التوجيهية لعام 2015 لرابطة الأورام النسائية (AGO) (وهو مجتمع مستقل في الجمعية الألمانية لأمراض النساء والتوليد (DGGG) وجمعية السرطان الألمانية) العلاج الإشعاعي أثناء الجراحة أثناء استئصال الورم كخيار موصى به للنساء مع، المرحلة الأولى أو الثانية، سرطان الثدي الإيجابي.
في 21 مايو 2015، أعلنت اللجنة الاستشارية للخدمات الطبية الحكومية الأسترالية (MSAC) أنه «بعد النظر في الأدلة المتوفرة فيما يتعلق بالسلامة والفعالية السريرية وفعالية التكلفة، دعمت اللجنة الاستشارية للخدمات الطبية الحكومية الأسترالية التمويل العام لبند جدول مزايا الرعاية الطبية (MBS) الجديد علاج سرطان الثدي الأقنية الغازية موثقة موثقة مرضيا في المرضى المؤهلين مع العلاج الإشعاعي أثناء الجراحة عند استخدامها بالتزامن مع جراحة الحفاظ على الثدي». وافقت الحكومة الأسترالية أيضا على بند الميزانية لعلاج سرطان الثدي في المراحل المبكرة باستخدام العلاج الإشعاعي أثناء الجراحة ويمكن للمرضى الاستفادة من هذا العلاج من 1 سبتمبر 2015.
في 26 مايو 2015، رداً على استفسار من المجلة الطبية البريطانية، أوضح المعهد القومى البريطاني للرعاية الصحية أنه بينما يستمر تقييمها، فإن العلاج الإشعاعي أثناء الجراحة مع Intrabeam يمكن الاستمرار في تقديمها للمرضى الذين يحتاجون إليها.
هناك أكثر من 250 مركز طبي حول العالم تستخدم العلاج الإشعاعي أثناء الجراحة لعلاج سرطان الثدي في الولايات المتحدة الأمريكية (حوالي 60 مركزًا)،أوروبا (60 مركزًا في ألمانيا)،أستراليا، والشرق الأوسط، الشرق الأقصى وأمريكا الجنوبية. تم علاج أكثر من 12000 مريض. وجدت دراسة حديثة عن عدة مراكز في الولايات المتحدة الأمريكية نتائج ممتازة مع استخدام العلاج الإشعاعي أثناء الجراحة.

## الأسباب العلمية
عندما يتم استئصال سرطان الثدي جراحيًا، يمكن أن يعود (تكرار محلي) في الثدي المتبقي أو على جدار الصدر في نسبة صغيرة من النساء. العلاج الإشعاعي المساعد ضروري إذا تم علاج سرطان الثدي عن طريق إزالة الكتلة السرطانية فقط مع حافة من الأنسجة الطبيعية المحيطة، لأنه يقلل من فرصة تكرار الورم المحلي بشكل كبير. عندما يعود السرطان، فإنه يحدث عادة في الأنسجة المحيطة بالسرطان الأصلي، على الرغم من وجود سرطانات متعددة المراكز في المناطق النائية من الثدي. هذا يشير إلى أنه من الأهم علاج قاع الورم. الأساس المنطقي ل العلاج الإشعاعي أثناء الجراحة هو تقديم جرعة عالية من الإشعاع على وجه التحديد إلى قاع الورم. لقد تم اختبار تقنيات الإشعاع التقليدية مثل العلاج الإشعاعي الخارجي (EBRT) بعد الإزالة الجراحية للورم وإثبات فعاليتها. يعطى العلاج الإشعاعي الخارجي عادة كدورة للعلاج الإشعاعي للثدي بالكامل وتعزيز إضافي لسرير الورم. ومع ذلك، فقد بعض السلبيات. على سبيل المثال، يمكن أن يغيب عن السرير الورم حيث يجب تطبيق جرعة التعزيز بسبب الصعوبات في توطين تجويف الجرح المعقد حتى عند استخدام تخطيط العلاج الإشعاعي الحديث. بالإضافة إلى ذلك، فإن التأخير المعتاد (الخلل الزمني) بين الإزالة الجراحية للورم والعلاج الإشعاعي الخارجي قد يسمح بإعادة تكوين الخلايا السرطانية. يمكن تجنب هذه الآثار الضارة المحتملة من خلال إيصال الإشعاع بدقة أكبر إلى الأنسجة المستهدفة التي تؤدي إلى التعقيم الفوري لخلايا الورم المتبقية. علاوة على ذلك، العلاج الإشعاعي أثناء الجراحة يُحد التأثيرات المحفزة للسوائل الجرح على الخلايا السرطانية، مما يوحي للمرة الأولى، بتأثير مفيد للعلاج الإشعاعي أثناء العملية على البيئة المكروية للورم.

## التقنية
الجهاز المستخدم في العلاج الإشعاعي أثناء الجراحة هو Intrabeam (كارل زايس، ألمانيا). وهو عبارة عن مصدر أشعة سينية مصغر ومتحرك ينبعث منه إشعاع أشعة سينية منخفض الطاقة (بحد أقصى 50 كيلوفولت) في توزيع متناحي. نظرا لكثافة التأين العالية التي تسببها الأشعة السينية للأشعة السينية في الأنسجة، فإن الفعالية البيولوجية النسبية (RBE) للأشعة السينية منخفضة الطاقة على الخلايا السرطانية تكون أعلى عند مقارنتها بالأشعة السينية ذات الطاقة العالية أو أشعة جاما يتم تسليمها بواسطة مسرعات خطية. الإشعاع الذي تنتجه الأنظمة الإشعاعية المتنقلة له نطاق محدود. ولهذا السبب، تعتبر الجدران التقليدية كافية لوقف انتثار الإشعاع الناتج في غرفة العمليات وليس هناك حاجة إلى تدابير إضافية للحماية من الإشعاع. هذا يجعل تقنية العلاج الإشعاعي أثناء الجراحة لسرطان الثدي متوفرة في معظم غرف العمليات. التقنية الجراحية بسيطة نسبيا ولكن يجب اتباعها بدقة.

## الجمعية المهنية لعلاج الإشعاعي أثناء الجراحة
في عام 1998، تم تشكيل الجمعية الدولية للعلاج الإشعاعي أثناء الجراحة لتعزيز التنمية العلمية والسريرية للعلاج الإشعاعي أثناء الجراحة. تضم الجمعية الدولية للعلاج الإشعاعي أثناء الجراحة أكثر من 1000 عضو حول العالم وتجتمع الجمعية كل عامين.

## روابط أخرى
- Cancer Research Info about the TARGIT-A trial